# Gerhard Völker
Gerhard Völker (* 6. Juni 1905 in Stettin; † 15. August 1972 in Koblenz) war ein deutscher Politiker (FDP).

## Leben und Beruf
Nach dem Abitur in Stettin 1923 studierte Völker Jura in Freiburg und Greifswald. 1930 legte er sein zweites Staatsexamen ab und wurde Rechtsanwalt in Stettin. Nach dem Zweiten Weltkrieg ließ er sich 1948 als Anwalt in Koblenz nieder.

## Politik
Völker trat zum 1. Mai 1932 der NSDAP bei. Er war von 1934 bis 1945 Oberbürgermeister in Stargard in Pommern. 1953 wurde er für die FDP in den Stadtrat von Koblenz gewählt, in dem er ab 1957 Fraktionsvorsitzender war. Von 1963 bis 1971 war er Abgeordneter des rheinland-pfälzischen Landtags. Dort war er von 1967 bis zu seinem Ausscheiden aus dem Parlament 1971 Landtagsvizepräsident.

## Ehrung
Das Land Rheinland-Pfalz ehrte ihn mit der Verleihung der Freiherr-vom-Stein-Plakette.